# 돗토리현 중부 지진
2016년 돗토리현 중부 지진(일본어: 鳥取県中部地震)은 2016년 10월 21일 일본 돗토리현 중부에서 발생한 규모 M6.6의 내륙지진이다.

## 긴급지진속보
일본 기상청은 구라요시시 지진 관측소에서 지진을 관측하고 12.1초 후인 오후 2시 7분 36.4초에 돗토리현, 오카야마현, 시마네현, 가가와현, 효고현, 히로시마현, 도쿠시마현 북부, 에히메현, 오사카부, 야마구치현 동부, 시가현 남부, 교토부 남부, 후쿠이현 영남 지역에 긴급지진속보를 발령하였다.

## 진도
진도5약 이상을 관측한 지역은 다음과 같다
| 진도 | 도도부현   | 시구정촌                                   |
| ---- | ---------- | ------------------------------------------ |
| 6약  | 돗토리현   | 구라요시시, 유리하마정, 호쿠에이정         |
| 5강  | 돗토리현   | 유리하마정, 호쿠에이정, 돗토리시, 미사사정 |
| 5강  | 오카야마현 | 마니와시, 가가미노정                       |
| 5약  | 오카야마현 | 마니와시                                   |
| 5약  | 돗토리현   | 구라요시시, 돗토리시, 고토우라정, 히에즈촌 |
| 5약  | 시마네현   | 오키노시마정                               |

## 같이 보기
- 1943년 돗토리 지진 (1943년)
- 돗토리현 서부 지진 (2000년)